# ひろしまのピカ
『ひろしまのピカ』は、日本の絵本。作者は丸木俊と丸木位里。1980年に小峰書店から出版された。世界14カ国語圏で翻訳出版されている。★出版された国名（提供：原爆の図丸木美術館 2025.02.27）
アメリカ / イギリス / イタリア / インド / ウェールズ / オーストリア / オランダ / ギリシャ  / スウェーデン / スペイン / 中国 / デンマーク / トルコ / ノルウェー/ フランス / ロシア / エスペラント語。
1987年にはビデオ版が製作された。

## 内容
広島原爆による悲惨な被害が描かれている。
7歳のみーちゃん、お母さん、怪我をしたお父さんは、ピカを落とされて、ごーごーと燃える広島のまちを逃げ惑う。
。
【最後の一文／後世への遺言】（小峰書店掲載許諾）
```
「ピカは、ひとがおとさにゃ、おちてこん」
```

この言葉は丸木位里の母であり、画家でもあった丸木スマ（1875-1956）が語っていた言葉。〔〔丸木スマの絵 | 原爆の図 丸木美術館より〕〕

## 評価
第3回絵本にっぽん大賞 (絵本にっぽん賞)を受賞した。
全米図書館協会ミルドレッド・Ｌ・バッチェルダー賞、ボストングローブ ホーンブック賞、ジェーン・アダムス賞受賞。
第27回全国青少年読書感想文コンクール課題図書選定。全国学校図書館協議会よい絵本選定。世界14カ国語圏で翻訳出版。
第30回赤い鳥文学賞特別賞
（以上:「ひろしまのピカ」2002年2月5日 第94刷より転載)
2015年には、西日本新聞で、児童書店代表者・福岡「子どもの読書」関連団体連絡協議会運営委員・日本子どもの本研究会会員の3名による「夏休みに親子で読むのにお薦めの絵本」の一つとして紹介された。
2020年には、丸善の児童書担当者と児童書編集者が選定した「おすすめの“戦争絵本”」の一つに挙げられた。
中川淳一郎は『ひろしまのピカ』での原爆のもたらす地獄絵図が子供の心に戦争が嫌だと思わせる効果があったとする。
菊間千乃は小学生のときに『ひろしまのピカ』を読み大きな衝撃を受け、なぜ戦争をするのかの疑問になり、戦争関連の本を読みあさるようになったと述べている。